# Alfonso Obregón
Alfonso Obregón   (Portoviejo, 12 de maig de 1972) és un exfutbolista equatorià de la dècada de 2000.
Fou 58 cops internacional amb la selecció de l'Equador amb la qual participà en el Mundial de 2002.
Pel que fa a clubs, defensà els colors de LDU Quito, CD Espoli i Delfín SC.